# Manan

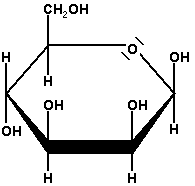
Manóza, základní strukturní jednotka mananu

Manan je druh polysacharidu, vyskytující se v rostlinách a houbách a složený převážně z jednotek manózy. Starší označení je polymanan. Existují různé typy těchto polysacharidů. Manany, v nichž jsou jednotlivé jednotky spojeny β-1,4 vazbou, slouží jako zásobní polysacharidy. Vyskytují se např. v semenech palmy slonovníku (Phytelephas). Manany propojené β-1,4 byly též zjištěny v buněčných stěnách některých zelených řas, např. rodu Acetabularia či řas z čeledi Codiaceae. Manan zde tvoří v buněčné stěně mikrofibrily namísto celulózy.
Jiný druh mananu se nachází jakožto stavební látka v buněčných stěnách kvasinek, např. rodu Saccharomyces. Jednotky manózy jsou zde v hlavním řetězci propojeny α-1,6 vazbami, mimo to jsou zde i postranní vazby α-1,2 a α-1,3, někdy i α-1,6, které jsou kovalentně navázány k molekulám proteinů. Výsledný komplex je nazýván manoprotein a obsahuje 50 až 90 % manózy. Má se za to, že manoproteiny slouží v buňkách kvasinek jako výplň buněčné stěny tvořené glykany a chitinem.
Mezi manany se řadí i hemicelulóza, tvořící hlavní strukturní složku buněčné stěny měkkého dřeva jehličnatých rostlin. Skládá se z jednotek D-manózy, D-glukózy a D-galaktózy v poměru 3:1:1. Někdy je tento typ polysacharidu nazýván glukogalaktomanan. Glukomanany jsou přítomny v buněčných stěnách kapradin.